# Biddick Hall

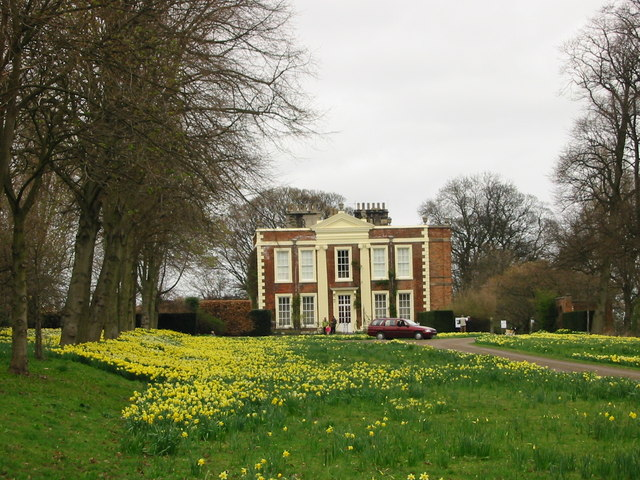
Biddick Hall

Biddick Hall ist ein kleines Landhaus im Dorf Bournmoor bei Chester-le-Street im englischen County Durham. Das Haus, in dem die Familie Lambton lebt, wurde von English Heritage als historisches Gebäude I. Grades gelistet.

## Geschichte
Die Lambtons kauften das Herrenhaus und das zugehörige Anwesen in South Biddick mit damals 1,8 km² Fläche im Jahre 1594 von der Familie Bowes. Anfang des 18. Jahrhunderts wurde das alte Herrenhaus durch das heutige in Ziegel- und Steinbauweise errichtete, zweistöckige Gebäude mit fünf Jochen im Queen-Anne-Stil ersetzt. Das zentrale Eingangsjoch besitzt ionische Pfeiler mit Gebälk und Verdachungen.
Um 1820 ließ John George Lambton Lambton Castle auf dem im Westen angrenzenden Anwesen der ‚‘Harraton Hall‘‘ errichten. Er wurde 1828 zum Baron Lambton und 1833 zum Earl of Durham ernannt.
Das Landhaus wurde 1859 durch den Anbau eines sechsten, blinden Jochs erweitert und 1954 durch das Hinzufügen eines Nordflügels.
Nach dem Umzug der Familie auf Lambton Castle lebten die jüngeren Mitglieder der Familie in Biddick Hall oder das Landhaus wurde verpachtet. Einer der Pächter war Frank Stobart, Agent des Earls, Deputy Lieutenant und 1906 auch High Sheriff of Durham.
1932, als Lambton Castle nicht mehr bewohnbar war, zog die Familie erneut in die Biddick Hall um. Das Haus wurde von Trenwith Wills und Lord Gerald Wellesley umgebaut.
Im September 2012 diente Biddick Hall als Kulisse für das neue BBC-Drama The Paradise.